# Prealps Lígurs
Els Prealps Lígurs (en italià, Prealpi Liguri) és una serralada que forma part dels Alps Lígurs. El seu cim principal és el Monte Armetta que arriba als 1.739 metres.
Estan ubicats al límit entre les regions del Piemont i Ligúria a Itàlia. I estan separats dels Alps del Marguareis, l'altra subsecció dels Alps Lígurs, pel port de Nava.

## Classificació
Segons la SOIUSA, els Prealps Lígurs són una subsecció alpina amb la següent classificació:
- Gran part = Alps occidentals
- Gran sector = Alps del sud-oest
- Secció = Alps Lígurs
- Subsecció = Prealps Lígurs
- Codi = I/A-1.I

## Delimitació
Girant en el sentit de les agulles del rellotge, els límits geogràfics dels Prealps Lígurs són: port de Nava, (Colle di Nava), riu Tanaro, torrent Cevetta, Bocchetta di Altare, torrent Lavanestro, Savona, mar de Ligúria, Albenga, Valle Arroscia, port de Nava.

## Subdivisió
Els Prealps Lígurs es subdivideixen en un supergrup, tres grups i nou subgrups:
- Cadena Settepani-Carmo-Armetta (A)
  - Grup del Monte Settepani (A.1)
    - Costa Bric Quoggia-Monte Alto (A.1.a)
    - Costa del Monte Settepani (A.1.b)
    - Costa Bric dei Pinei-Rocca Roluta (A.1.c)
    - Costa del Bric Gettina (A.1.d)

  - Grup del Monte Carmo (A.2)
    - Costa del Monte Carmo (A.2.a)
    - Dorsal Spinarda-Sotta (A.2.b)

  - Gruo Galero-Armetta (A.3)
    - Costa Galero-Armetta (A.3.a)
    - Dorsal del Pizzo Castellino (A.3.b)
    - Dorsal della Rocca delle Penne (A.3.c)

## Cims principals
Les muntanyes principals que pertanyen als Prealps Lígurs són:
- Monte Armetta (1.739 m)
- Monte Galero (1.708 m)
- Monte Dubasso (1.538 m)
- Rocca delle Penne (1.502 m)
- Pizzo delle Penne (1.488 m)
- Monte Carmo di Loano (1.389 m)
- Monte Settepani (1.386 m)
- Monte Scalabrino (1.377 m)
- Monte Spinarda (1.357 m)
- Bric Agnellino (1.335 m)
- Ronco di Maglio (1.108 m)